# Amorphis
Az Amorphis egy finn metalegyüttes, amelyet Jan Rechberger, Tomi Koivusaari és Esa Holopainen alapított 1990-ben. Kezdetben a csapat nyíltan vállalta a death metal stílust, de későbbi albumaikon más műfajok stílusjegyeit is belevegyítették zenéjükbe.
Az Amorphis ismertetőjegye, hogy dalszövegeik forrásául a finn nemzeti eposz, a Kalevala szolgál.

## Történet
1989-ben Jan Rechberger és Esa Holopainen a Violent Solution nevű speed metal együttesben játszott, amelyből az ezt megelőző évben vált ki Tomi Koivusaari, hogy megalapítsa az Abhorrence nevű death metal zenekart. Mikor a zenészek elkezdtek más zenei stílusok iránt érdeklődni, a Violent Solution lassan eltűnt. Ezen a ponton Jan Rechbergernek és Esa Holopainennek támadt az az ötlete, hogy alapítsanak egy új death metal zenekart. 1990 elején felkérték Tomi Koivusaarit énekesnek és Oppu Lainét basszistának az új zenekar számára.
Ebben az időben a zenekar megkérte Tomit, hogy töltse be a megüresedett gitáros helyet az ének mellett, 
ami ahhoz vezetett, hogy félredobva a régi számokat, a zenekar teljesen újrakezdte a munkát. A zenekar indulásával egyidőben Tomi másik csapata, az Abhorrence feloszlott, így ő több időt tudott fektetni az Amorphisba.
Kevéssel ezután a zenekar felvette első demóját, Tomi pedig kapott egy levelet a Relapse Recordstól, amely lemezszerződést ajánlott az Abhorrence-nek. Minthogy az Abhorrence már nem létezett, postafordultával elküldték a kiadónak az elkészült demó-kazettát, és végül szerződést kaptak. Ez a szerződés később majdnem az együttes felbomlásához vezetett a hosszútávú elkötelezettség és a művészekkel fenntartott rossz kapcsolat miatt. Nem sokkal a megállapodás aláírása után felvették első, death metal stílusú albumukat, a The Karelian Isthmust és a Privilege of Evil című EP-t. Az EP a "Vulgar Necrolatry" c. számot eredetileg is feléneklő Jukka Kolehmainen közreműködésével készült el.
1994-ben az Amorphis felvette második stúdióalbumát Tales from the Thousand Lakes címmel, amely a finn nemzeti eposz, a Kalevala témáira épül. Ez a felvétel, bár még mindig az eredeti death metal-gyökerekre támaszkodott, mégis az első lépésnek tekinthető egy új irányzat felé, minthogy itt kezdték el felhasználni a tiszta énekhangot (amelyet Ville Tuomi szolgáltatott) a számokban.
A Tales from the Thousand Lakes óriási sikert aratott. Az ezt követő turné és a fárasztó menetrend hatására ekkor Kasper, a billentyűs kilépett a zenekarból. Utódját Kim Rantalában találták meg. Jant az ex-Stone-tag Pekka Kasarival helyettesítették, és csak a harmadik album felvétele előtt találták meg a hatodik tagot, az énekes Pasi Koskinent. A harmadik album, az Elegy 1996-ban jelent meg. A szövegeket újra a finn mitológiából kölcsönözték, jelen esetben egy régi népköltészeti gyűjteményből, a Kanteletarból. Pasi és Tomi megosztották egymás között az énekes részeket, eleinte egyenlő arányban, végül pedig úgy, hogy Pasi szerepe a tiszta részekre korlátozódott.
Az Elegy megjelenését követő másfél évi kimerítő turnézás után a csapat tagjai kis szünetet tartottak, hogy feltöltődjenek, és gondolkodjanak az új anyagon. Következő kiadványuk, az 1999-es Tuonela 
egy lágy gitáralbum, bár a stúdióbeli munkálatok végéig a Kyyriä-ből érkező Santeri Kallio hozzáadott néhány billentyűs részt a számokhoz. Az albumon több új hangszert is felhasználtak, (Tomi például szitáron játszik a Greed c. számban, és új ízekkel fűszerezte a zenét Sakari Kukko szaxofonista/fuvolista is), a halálhörgést pedig teljesen elhagyták, minthogy most már kizárólag Pasi énekelt.
Az ezredfordulót ők egy tízéves jubileumi válogatásalbummal (Story – 10th Anniversary), és egy új tagcserével ünnepelték meg. A Kyyriä-ből való kilépése után Santeri immár teljes jogú tagként csatlakozott az Amorphishoz, mikor Oppu bejelentette, hogy nem szándékozik többé együtt dolgozni a zenekarral. Őt egy másik volt Kyyriä-tag, Niclas Etelävuori követte, aki a harmadik amerikai turné során kapcsolódott be a munkába.
A 2001-ben kiadott Am Universum megtartotta a Tuonela borongós hangulatát, de a megszokottak mellett számos új hanghatást és változatosabb effektet nyújtott. Több teret engedtek a billentyűsöknek és a szaxofonnak, amely utóbbit ismét Sakari Kukko játszotta. Így egy sokkal kísérletezőbb jellegű album született – talán a legpszichedelikusabb, amit valaha is alkottak. 2002-ben a csapatot felkérték, hogy készítsen filmzenét a Menolippu Mombasaan című filmhez – egész pontosan egy 1976-os finn popsláger, a Kuusamo feldolgozását. Így ez lett az Amorphis eddigi egyetlen olyan dala, amelyet az anyanyelvükön adtak elő.
Az Am Universummal véget ért a hosszantartó kapcsolat a Relapse Records-szal. 2003-ban a Relapse kiadott egy Best Of-albumot Chapters címmel, amely tartalmazott egy DVD-t is, rajta az Amorphis eddigi videóklipjeivel a Black Winter Day-től egészen az Alone-ig.
A Far from the Sun az együttes (ami immár kiegészült az eredeti dobossal, Jan Rechbergerrel, miután Pekka Kasari családi okok miatt kilépett) saját gondozásában jelent meg. Az Am Universummal összehasonlítva a Far from the Sun súlyosabb és még az eddigieknél is népzene-orientáltabb lett. Az albumot egy észak-amerikai turnéval akarta kísérni a csapat, ám ezt az utolsó pillanatban lemondták, mivel Pasi kilenc év után épp ekkor hagyta el a csapatot azzal az indoklással, hogy egyrészt több időt szeretne tölteni két kisgyerekével, másrészt pedig egyéb zenei tervei is vannak.  
Az Amorphis megoldotta a cserét: Pasi helyére Tomi Joutsen került a Sinisthrából. A csapat ezután 2006-ban kiadta az Eclipse című albumát, amelynek szövegei a Kalevalából Kullervo történetét mesélik el.
Az együttes hivatalos honlapján Esa Holopainen jelentette be, hogy 2007. január 3-án elkezdték az új anyag stúdiómunkálatait.
Az elkészült nagylemez, ami a Silent Waters címet kapta, 2007. augusztus 31-én jelent meg világszerte. Az album tematikájában ismét egy Kalevala-énekre, jelen esetben Lemminkäinen kalandjaira épül.

## Tagok

### Jelenlegi tagok
- Tomi Joutsen – ének (2004–)
- Esa Holopainen – gitár (1990–)
- Tomi Koivusaari – gitár (1990–)
- Olli-Pekka Laine – basszusgitár (1992–1999, 2017–)
- Santeri Kallio – billentyűsök (1998–)
- Jan Rechberger – dob (1990-1996, 2002–)

### Korábbi tagok
- Pasi Koskinen – ének (1996–2004)
- Pekka Kasari – dob (1996–2002)
- Niclas Etelävuori – basszusgitár (2000–2017)
- Kasper Mårtenson – billentyűsök (1993–1994)
- Kim Rantala – billentyűsök (1994–1998)

## Diszkográfia

### Albumok
| Cím                           | Kiadás dátuma       |
| ----------------------------- | ------------------- |
| The Karelian Isthmus          | 1992. november 10.  |
| Tales from the Thousand Lakes | 1994. július 12.    |
| Elegy                         | 1996. május 14.     |
| Tuonela                       | 1999. március 29.   |
| Am Universum                  | 2001. április 3.    |
| Far from the Sun              | 2003. május 26.     |
| Eclipse                       | 2006. február 15.   |
| Silent Waters                 | 2007. augusztus 31. |
| Skyforger                     | 2009. május 29.     |
| The Beginning of Times        | 2011. május 27.     |
| Circle                        | 2013. április 19.   |
| Under the Red Cloud           | 2015. szeptember 4. |
| Queen of Time                 | 2018. május 18.     |
| Halo                          | 2022. február 11.   |

### Kislemezek és EP-k
- Disment of Soul (1991)
- Amorphis (1991)
- Privilege of Evil (1993)
- Black Winter Day (1995)
- My Kantele (1997)
- Divinity (1999)
- Alone (2001)
- Mourning Soil (2001)
- Far From The Sun (2003)
- Day of Your Beliefs (2003)
- Evil Inside (2003)
- House of Sleep (2005)
- The Smoke (2006)
- Her Alone (2007)
- Silent Waters (2007)
- Silver Bride (2009)
- From the Heaven of My Heart (2009)
- You I Need (2011)
- Hopeless Days (2013)
- Mission (2013)
- The Wanderer (2013)
- Death of a King (2015)
- Sacrifice (2015)
- Separated (2016)
- Honeyflow (2018)

### Válogatások
- Value Box (2000)
- Story – 10th Anniversary (2000)
- Chapters (CD és DVD, 2003)
- Best of Amorphis (2013)
- His Story - Best Of (2016)
- Legacy of Time (2018)